# Herman Yau
Pour les articles homonymes, voir Yau.
Herman Yau Lai-to (邱禮濤 en chinois) est un réalisateur et scénariste hong-kongais, né le 13 juillet 1961 à Hong Kong.

## Biographie
Herman Yau surtout connu des amateurs de cinéma extrême pour ses deux films trash classés Category 3, The Untold Story et Ebola Syndrome (qu'il revendique d'ailleurs comme étant son film majeur, car selon lui, le plus abouti par rapport à sa vision et sa volonté d'origine), mettant en scène le prolifique acteur Anthony Wong. Il effectue par ailleurs une carrière remarquée de directeur de la photographie, notamment sur Time and Tide et Seven Swords de Tsui Hark.

## Filmographie
- 1987 : No Regret (Leng mooi jing juen)
- 1988 : The Truth (directeur de la photographie)
- 1989 : Stars and Roses (directeur de la photographie)
- 1991 : Don't Fool Me (Zhong Huan ying xiong)
- 1992 : The Best of Best (Fei hu jing ying zhi ren jian you qing)
- 1992 : With or Without You (directeur de la photographie)
- 1993 : No More Love, No More Death (Tai Zi chuan shuo)
- 1993 : Taxi Hunter (Di shi pan guan)
- 1993 : Fearless Match (Chu sheng zhi du)
- 1993 : The Untold Story (Baat sin faan dim ji yan yuk cha siu baau)
- 1993 : Chez 'n Ham (Zhi shi huo tui)
- 1994 : Don't Shoot Me, I'm Just a Violinist (Saan gai bin fung wong)
- 1994 : Cop Image (Meng chai ren)
- 1995 : No Justice for All (Zhen xiang)
- 1995 : Road Heroes II: Illegal Car Racing (Ma lu ying xiong II: Fei fa sai che)
- 1995 : City Cop (Gong pu II)
- 1996 : Ebola Syndrome (Yi boh laai beng duk)
- 1996 : All of a Sudden (Jing bian)
- 1996 : Adventurous Treasure Island (Huang jin dao li xian ji)
- 1996 : War of the Underworld (Hong xing zi zhi jiang hu da feng bao)
- 1997 : Troublesome Night (Yin yang lu)
- 1997 : Walk In (Duo she)
- 1998 :  Troublesome Night 2 (Yin yang lu zhi wo zai ni zuo you)
- 1998 :  Troublesome Night 3 (Yam yeung lo ji sing goon faat choi)
- 1998 :  Troublesome Night 4 (Aau yeung liu 4 yue gwai tung hang)
- 1999 :  Troublesome Night 5 (Yin yang lu wu zhi yi jian fa cai)
- 1999 :  Troublesome Night 6 (Yin yang lu wu zhi xiong zhou kan)
- 1999 : Fascination Amour (Ai qing meng huan hao)
- 1999 : The Untold Story III (Sei yan bong ji chin lut gau sai)
- 1999 : The Masked Prosecutor (Ye cha)
- 1999 : Fascination Amour
- 2000 : From the Queen to the Chief Executive (Deng hou dong jian hua fa la)
- 2001 : Old Master Q 2001 (Lao fu zi)
- 2001 : Nightmares in Precinct 7 (Qi hao cha guan)
- 2001 : Killing End (Sha ke)
- 2002 : Happy Family (Fung lau ga chuk)
- 2002 : Shark Busters (Baan sau chuk dak hin dui)
- 2003 : Give Them a Chance (Kap sze moon yat goh gei kooi)
- 2004 : Herbal Tea (Laam seung lui gwong)
- 2004 : PaPa Loves You (Che goh ang ang chan baau cha)
- 2004 : Dating Death (Sut ging mo sun)
- 2004 : Astonishing (Jing xin dong po)
- 2005 : The Ghost Inside (Yi shen yi gui)
- 2006 : Cocktail (Boon chui yan gaan)
- 2006 : Lethal Ninja (Chung gik yan je)
- 2006 : On the Edge (Hak bak do)
- 2007 : Whipsers and Moans (Sing kung chok tse sup yut tam)
- 2007 : A Mob Story (Yan tsoi gong wu)
- 2007 : Gong Tau: An Oriental Black Magic (Gong tau)
- 2010 : Ip Man : La légende est née (葉問前傳, Yip Man chinchyun)
- 2011 : The Woman Knight of Mirror Lake
- 2011 : Turning Point 2
- 2013 : Ip Man: The Final Fight (葉問：終極一戰, Yè Wèn: Zhōngjí Yī Zhàn)
- 2014 : Kung Fu Angels
- 2015 : An Inspector Calls co-réalisé avec Raymond Wong
- 2015 : Sara
- 2016 : The Mobfathers
- 2016 : Nessun Dorma
- 2017 : Shock Wave (拆彈專家, Chāi dàn zhuānjiā)
- 2017 : 77 Heartbreaks
- 2017 : The Sleep Curse
- 2017 : Always Be with You
- 2018 : The Leakers
- 2019 : A Home with a View
- 2019 : La Guerre des cartels 2
- 2020 : Shock Wave 2